# Worldly Goods
Worldly Goods er en amerikansk stumfilm fra 1924 instrueret af Paul Bern.

## Medvirkende
- Agnes Ayres som Eleanor Lawson
- Patrick H. O'Malley, Jr. som Fred Hopper
- Victor Varconi som Clifford Ramsay
- Edythe Chapman som Mrs. Lawson
- Bert Woodruff som Mr. Lawson
- Maude George som Letitia Calhoun
- Cecille Evans som Vivian Steel
- Otto Lederer som Sol Shipik